# مولو (کومونه)
مولو (به ایتالیایی: Meolo) یک کومونه در ایتالیا است که در استان ونیز واقع شده‌است.

## خصوصیات
مولو ۲۶٫۶۱ کیلومترمربع مساحت و ۶٬۴۳۹ نفر جمعیت دارد و ۲ متر بالاتر از سطح دریا واقع شده‌است.